# Лоренц, Конрад
Ко́нрад Захариас Ло́ренц (нем. Konrad Zacharias Lorenz; 7 ноября 1903, Вена — 27 февраля 1989, там же) — австрийский зоолог и зоопсихолог, один из основоположников этологии — науки о поведении животных, лауреат Нобелевской премии по физиологии или медицине (1973, совместно с Карлом фон Фришем и Николасом Тинбергеном).

## Биография
Конрад Лоренц родился 7 ноября 1903 года в Австрии и был поздним ребёнком в семье. Его отцу, ортопеду Адольфу Лоренцу, было почти 50 лет, а матери — уже 41 год.
Вырос в Альтенберге недалеко от Вены, в родительском доме. В 1909 году поступил в начальную школу, а в 1915 году — в Венскую Шотландскую гимназию, где в 1921 году получил аттестат зрелости с отличием. Был другом детства Карла Поппера.
Окончив медицинский факультет Венского университета, получил диплом врача, но не занимался медицинской практикой, а посвятил себя исследованию поведения животных.
В 1920-е годы прошёл стажировку в Англии под руководством известного биолога и философа Джулиана Хаксли, затем приступил к самостоятельным исследованиям в Австрии.
После прихода к власти в Германии нацистов и последовавшего затем в 1938 году Аншлюса вступил в «Национал-социалистическую немецкую рабочую партию». В своём заявлении о вступлении в эту партию он написал: «Как немецкомыслящий и естествоиспытатель я, разумеется, всегда был национал-социалистом» («Ich war als Deutschdenkender und Naturwissenschaftler selbstverständlich immer Nationalsozialist»).
Позже, вспоминая о периоде увлечения национал-социализмом, он признавался: 

Конечно, я надеялся, что что-то хорошее может прийти от наци. Люди лучше, чем я, более интеллигентные, верили этому, и среди них мой отец. Никто не предполагал, что они подразумевали убийство, когда говорили «селекция». Я никогда не верил в нацистскую идеологию, но подобно глупцу я думал, что я мог бы усовершенствовать её, привести к чему-то лучшему. Это была наивная ошибка.— Конрад Лоренц
 Несмотря на изменение взглядов, Лоренц впоследствии дорого заплатил за эту ошибку — научное сообщество западных стран отвернулось от него.
В 1940 году стал профессором Кёнигсбергского университета. В годы Второй мировой войны был призван в вермахт и два года служил в тыловом госпитале в Познани. 10 октября 1941 года был командирован на Восточный фронт в составе 2-й санитарной роты 206-й пехотной дивизии. Провоевав несколько лет, 20 июня 1944 года при отступлении германской армии попал в советский плен под Витебском. Больше года провёл в лагере для военнопленных в городе Кирове, затем 2 марта 1946 года был переведён в рабочий лагерь в Армении. В 1947 году его перевели в Красногорск, под Москву, а в декабре 1947 года он был репатриирован на родину. В плену начал работу над книгой «Оборотная сторона зеркала», в которой отрёкся от своих нацистских убеждений. В начале 1948 года вернулся в Австрию, привезя домой свою рукопись.
В 1950 году стал одним из основателей Планковского института физиологии поведения (Max-Planck-Institut für Verhaltensphysiologie).
В 1963 году опубликовал книгу, посвящённую агрессии, которая в дальнейшим неоднократно переиздавалась, в том числе в переводах на несколько иностранных языков, включая русский.
Помимо научных исследований, Конрад Лоренц занимался популяризацией своей науки и литературно-публицистической деятельностью. Его книги пользуются большой популярностью и сегодня.

## Основные научные результаты и научные взгляды
Посвятив много лет изучению поведения серых гусей, Лоренц открыл у них явление импринтинга. На примере этого и других видов Лоренц изучил также многие аспекты агрессивного и полового поведения животных, включив в сравнительно-этологический анализ этих форм поведения и поведение человека.
По своим научным взглядам Лоренц был последовательным эволюционистом, сторонником теории естественного отбора.
Ниже приведены некоторые выводы Лоренца.

### Спонтанность агрессии
Проанализировав поведение многих видов животных, Лоренц подтвердил вывод Фрейда, что агрессия не является лишь реакцией на внешние раздражители. Если убрать эти раздражители, то агрессивность будет накапливаться, а пороговое значение запускающего раздражения может снизиться вплоть до нуля. Примером такой ситуации у людей служит экспедиционное бешенство, возникающее в небольших изолированных коллективах людей, ситуация в которых иногда доходит до убийства по ничтожному поводу даже лучшего друга.

### Переадресация агрессии
Если агрессия всё-таки вызвана внешним раздражителем, то она выплёскивается не на раздражитель (скажем, особь, находящуюся выше в иерархии), а переадресуется особям, находящимся ниже в иерархии или неодушевлённым предметам.

### Равновесие между вооружением и моралью
Проанализировав поведение более чем 50 видов, Лоренц сделал вывод, что у сильно вооружённых видов эволюционный отбор выработал также сильную врождённую мораль — инстинктивный запрет применять всё своё вооружение во внутривидовых стычках, в особенности если побеждённый демонстрирует покорность. И наоборот, слабо вооружённые виды имеют слабую врождённую мораль, поскольку сильная врождённая мораль таким видам эволюционно ни к чему.
Как считал Лоренц, человек — это от природы слабо вооружённый вид (нападающий мог только поцарапать, неопасно ударить, укусить или душить, а жертва имела достаточно возможностей убежать). С изобретением искусственного оружия человек стал самым вооружённым видом на Земле, а мораль осталась на прежнем уровне. Впрочем, позднее, отталкиваясь от его теории об ингибировании внутривидовой агрессии у многих видов животных, была разработана модель механизма ингибирования насилия у человека, объясняющая развитие эмпатии и возникновение психопатии.

## Философские взгляды
В 1941 году Лоренц опубликовал статью «Кантовская концепция a priori в свете современной биологии». Архивировано из оригинала 13 апреля 2012 года., в которой изложил свою «эволюционную теорию знания». Вступая в заочный диалог с Кантом, Лоренц утверждает, что априорные формы мышления и интуиции следует понимать как адаптацию, поскольку априори базируется на аппарате центральной нервной системы, который приобрёл свою целесообразную видосохраняющую форму благодаря взаимодействию с реальностью в ходе генеалогической эволюции, длившейся множество эпох.
С 1970-х годов эти эпистемологические идеи Лоренца получили развитие в работах представителей австро-германской школы исследования эволюции познания.
Развёрнутое изложение своих взглядов на проблемы познания Лоренц даёт в книге «Оборотная сторона зеркала». В ней он последовательно рассматривает жизнь как процесс познания, сочетая широкий обзор поведения животных и человека с общей картиной современной биологии и выходя на проблемы когнитивной деятельности, формирования и развития культуры как живой системы.

## Награды и знаки отличия
- Золотая медаль Нью-Йоркского зоологического общества (1955)
- Премия за научные достижения, присуждаемая Венским городским советом (1959)
- Премия Чино дель Дука (1969)
- Премия Калинги (1970)
- Лауреат Нобелевской премии по физиологии или медицине (1973, совместно с Карлом фон Фришем и Николасом Тинбергеном).

Являлся иностранным членом Лондонского королевского общества (1964) и Национальной академии наук США (1966).
В 2015 году был посмертно лишён почётной докторской степени университета в Зальцбурге в связи с его «приверженностью идеологии нацизма».
Историк науки Грегори Радик отмечал, что "ничто не было более запятнано нацистской евгеникой в 1950-х годах, особенно в американских (еврейских научных) кругах, чем этология Лоренца".

## Память
- В честь Лоренца названа малая планета (3861) Лоренц, открытая 30 марта 1910 года немецким астрономом Джозефом Хелффричем в обсерватории Хайдельберга.
- В 1998 г. в Австрии была выпущена в обращение монета достоинством в 50 шиллингов с портретом Лоренца, в память 25-летия присуждения ему Нобелевской премии.

### Книги
1. Er redete mit dem Vieh, den Vögeln und den Fischen :  [нем.]. — 1949 (год написания, не была издана).
  - King Solomon’s Ring :  [англ.]. — 1952.
  - Кольцо царя Соломона : пер. с англ. — 1970.
2. So kam der Mensch auf den Hund :  [нем.]. — 1949.
  - Man Meets Dog :  [англ.]. — 1954.
  - [www.lib.ru/PSIHO/LORENC/drug.txt Человек находит друга] : пер с нем. — 1971.
3. Das sogenannte Böse. Zur Naturgeschichte der Aggression :  [нем.]. — 1963.
  - On Aggression :  [англ.]. — 1966.
  - [www.lib.ru/PSIHO/LORENC/agressiya.txt Агрессия (так называемое «зло»)] / пер. с нем. Г. Ф. Швейника. — М. : Прогресс ; Универс, 1994. — ISBN 5-01-004449-8.
  - Так называемое зло / пер. с нем. А. И. Федорова. — М. : Культурная революция, 2008. — ISBN 978-5-250-06032-5.
  - Так называемое зло // Оборотная сторона зеркала : сб. трудов / пер. с нем. и предисл. А. И. Фета ; редакция А. В. Гладкого ; примеч. А. И. Фета и А. В. Гладкого. — Nyköping (Sweden) : Philosophical arkiv, 2016. — С. 95—326. — ISBN 978-91-983073-1-3.
4. Evolution and Modification of Behavior :  [англ.]. — 1965.
5. Studies in Animal and Human Behavior : in 2 volumes :  [англ.]. — 1970—1971.
6. Die Rückseite des Spiegels. Versuch einer Naturgeschichte des menschlichen Erkennens :  [нем.]. — München : Piper Verlag, 1973. — 338 S. — ISBN 978-3-492-02030-5.
  - Behind the Mirror: A Search for a Natural History of Human Knowledge :  [англ.]. — Harcourt Brace Jovanovich, 1977. — 261 p. — ISBN 978-0-15-111699-7.
  - Оборотная сторона зеркала / пер с нем. А. И. Федорова ; под ред. А. В. Гладкого ; сост. А. В. Гладкого, А. И. Федорова ; послесл. А. И. Федорова. — Москва : Республика, 1998. — 393 с. — (Мыслители XX века). — ISBN 5-250-02644-3.
  - Оборотная сторона зеркала / пер. с нем. и предисл. А. И. Фета ; редакция А. В. Гладкого ; примеч. А. И. Фета и А. В. Гладкого. — Nyköping (Sweden) : Philosophical arkiv, 2016. — 635 с. — ISBN 978-91-983073-1-3.
7. Motivation of Human and Animal Behavior: An Ethological View :  [англ.] / Konrad Lorenz, Paul Leyhausen. — New York, 1973. — 423 p. — ISBN 0-442-24886-5.
8. Das Jahr der Graugans :  [нем.]. — 1978.
  - The Year of the Greylag Goose :  [англ.]. — 1979.
  - Год серого гуся / пер. с нем. И. Гуровой. — 1984.
9. The Foundations of Ethology  :  [англ.]. — 1981.
10. Der Abbau des Menschlichen :  [нем.]. — 1983.
  - The Waning of Humaneness :  [англ.]. — 1987.
11. Die Naturwissenschaft vom Menschen. Eine Einführung in die vergleichende Verhaltensforschung. Das russische Manuskript (1944—1948) :  [нем.]. — 1992.
  - The Natural Science of the Human Species: An Introduction to Comparative Behavioral Research — The Russian Manuscript (1944—1948) :  [англ.]. — 1995.

### Статьи
- Эволюция ритуала в биологической и культурной сферах // Природа : журнал. — 1969. — № 11. — С. 42—51.
- Die acht Todsünden der zivilisierten Menschheit :  [нем.]. — 1973.
  - Civilized Man’s Eight Deadly Sins :  [англ.]. — 1974.
  - 8 смертных грехов цивилизованного человечества // Оборотная сторона зеркала / пер. с нем. А. И. Федорова. — М. : Республика, 1998. — ISBN 5-250-02644-3.
  - 8 смертных грехов цивилизованного человечества // Оборотная сторона зеркала : сб. трудов / пер. с нем. и предисл. А. И. Фета ; редакция А. В. Гладкого ; примеч. А. И. Фета и А. В. Гладкого. — Nyköping (Sweden) : Philosophical arkiv, 2016. — С. 17—94. — ISBN 978-91-983073-1-3.